# Hirmoneura basalis
Hirmoneura basalis är en tvåvingeart som beskrevs av Robert W. Lichtwardt 1910. Hirmoneura basalis ingår i släktet Hirmoneura och familjen Nemestrinidae. Inga underarter finns listade i Catalogue of Life.